# Hans Egon Holthusen
Hans Egon Holthusen (* 15. April 1913 in Rendsburg; † 21. Januar 1997 in München) war ein deutscher Lyriker, Literaturwissenschaftler, Essayist und Kritiker.

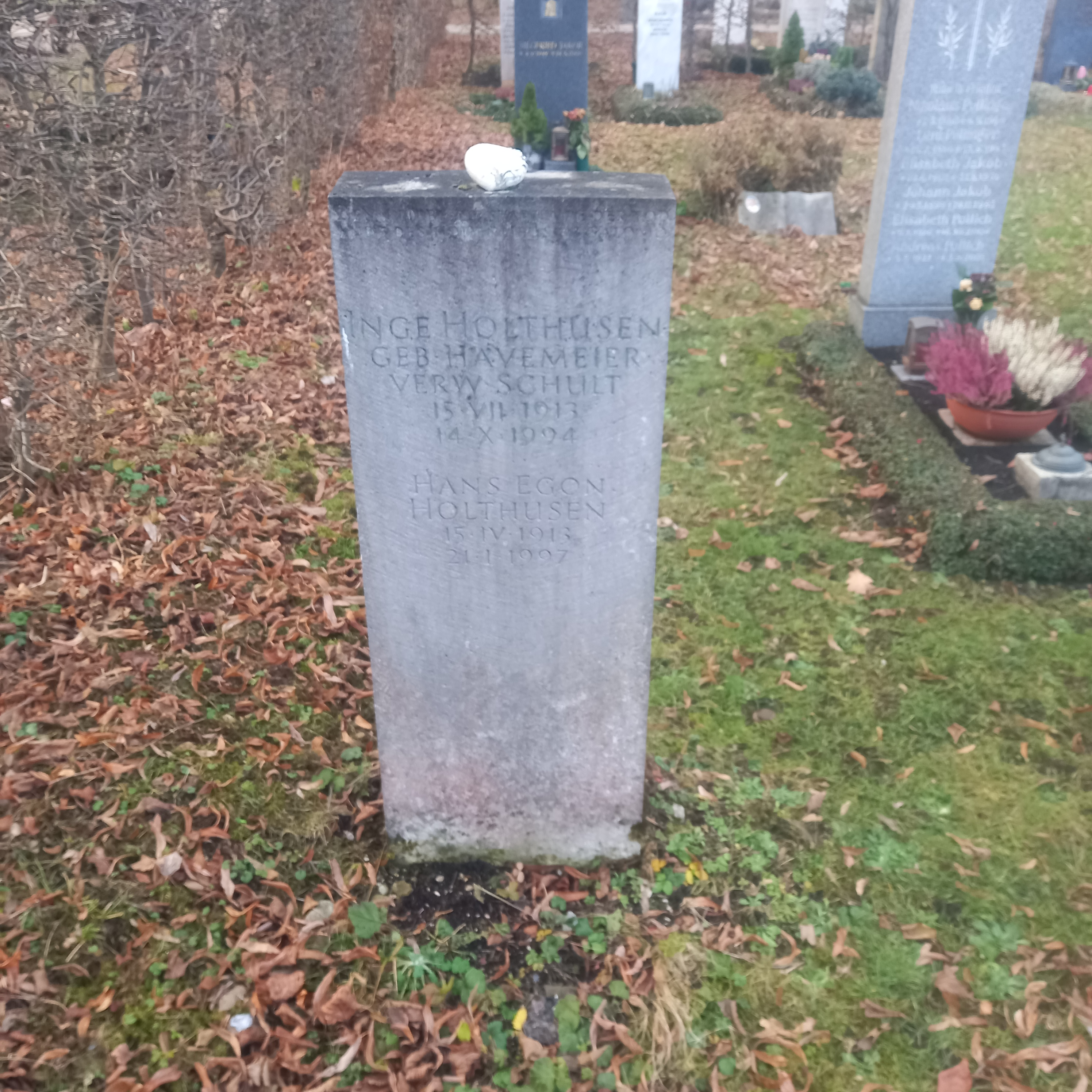
Das Grab von Hans Egon Holthusen und seiner Ehefrau Inge geborene Havemeyer auf dem Nordfriedhof (München)

## Leben
Hans Egon Holthusen besuchte von 1924 bis 1931 das Gymnasium Andreanum im niedersächsischen Hildesheim, wo sein Vater Johannes Holthusen evangelischer Pfarrer an St. Andreas war. Nach dem Abitur studierte er an den Universitäten Tübingen, Berlin und München Germanistik, Geschichtswissenschaften und Philosophie. In München promovierte er 1937 über Die Sonette an Orpheus von Rainer Maria Rilke, an dem er sich auch in seinen eigenen lyrischen Arbeiten orientierte.
1933 trat Holthusen in die SS ein; er gehörte der SS-Standarte Julius Schreck an. Nach eigener Auskunft führte dies zu Konflikten mit seinem national-konservativen Vater, der den Nationalsozialismus ablehnte. Am 3. Juni 1937 beantragte Holthusen die Aufnahme in die NSDAP und wurde rückwirkend zum 1. Mai desselben Jahres aufgenommen (Mitgliedsnummer 5.025.754). Holthusen behauptete in seinem Entnazifizierungsverfahren, er habe der SS faktisch nur bis zum Juni 1937 angehört, da er sich durch Fernbleiben und Verschleierung des Aufenthaltsortes dem Dienst in der SS entzogen habe. Er sei nie offiziell ausgetreten, weil das als unmöglich gegolten habe.
In München arbeitete er als Universitätslektor für ausländische Studenten und als Hauslehrer. 1939 wurde er als Soldat zur Wehrmacht eingezogen und als Funker in Frankreich, Polen und an der Ostfront eingesetzt. Während des Krieges veröffentlichte Holthusen in der Zeitschrift Eckart. Blätter für evangelische Geisteskultur. Robert Rduch sieht in Holthausens Text Der Aufbruch. Aufzeichnungen aus dem polnischen Kriege (1940) eine vorbehaltlose Unterstützung des Krieges unter Berufung auf Blut-und-Boden-Symbolik. Während er einerseits die „Genialität des [deutschen] Angriffs“ lobte, sah Holthusen in den polnischen Feinden „ein staubiges Volk von Bettlern“. In seiner Leichenrede Worte am Grabe des Kradfahrers E. legitimierte er den Krieg mit der Liebe zum Vaterland. In seinem Essay Deutscher Geist im Krieg (1941) rechtfertigte Holthusen den Krieg als Erfüllung einer epochalen Mission des deutschen Volkes. Seinem 1942 gefallenen Bruder Walter widmete er 1943 einen Sonettzyklus. Trotz kritischer Akzente schlägt das lyrische Ich vor allem im sechsten Sonett pathetische Töne voll nationalem Ethos an. Für Veröffentlichungen des Zyklus nach dem Krieg tilgte Holthusen dieses am stärksten durch NS-Propaganda geprägte Sonett. Die ambivalente Rechtfertigung des Soldatentods und die Verschleierung der deutschen Kriegsschuld blieben jedoch erhalten.
Dass Holthusen zuletzt in der Dolmetscherkompanie des Wehrkreises VII eingesetzt war, brachte ihn in einen Zusammenhang mit der Freiheitsaktion Bayern. Der Kompaniechef Rupprecht Gerngross leitete eine der zentralen Gruppen dieses Aufstandsversuchs im Raum München in der Nacht vom 27. auf den 28. April 1945. Besondere Aktivitäten Holthusens bei dem Aufstand sind nicht belegt. Aber die Zugehörigkeit genügte, um die von Holthusen behauptete wachsende Gegnerschaft zum Nationalsozialismus zu untermauern. Die Münchner Spruchkammer stufte ihn 1948 als betroffen, aber entlastet ein.
1950 heiratete Holthusen in Göttingen Leonore Schaeder (1928–2017), eine Tochter von Hans Heinrich Schaeder. Generell übte er nach 1945 als Autor und Kritiker starken Einfluss auf den westdeutschen Literaturbetrieb aus. Der Titel seiner Essay-Sammlung Der unbehauste Mensch (1951) wurde zum Schlagwort für das Lebensgefühl der Kriegsgeneration im Deutschland der 1950er Jahre. Holthusen analysierte die Situation des Menschen in der Moderne u. a. im Rückgriff auf Texte von Rilke und Kafka; gelegentlich wurde er als Vertreter eines „christlichen Existentialismus“ bezeichnet.
In den USA lehrte er ab 1959 als Gastprofessor an der University of Pittsburgh, der University of Chicago, der Indiana University und zuletzt von 1968 bis 1981 an der Northwestern University. Von 1961 bis 1964 leitete er das Goethe-Institut (damals noch Goethe House) in New York City. In Deutschland nahm er 1963 einen Lehrauftrag an der Universität München wahr. Bis 1963 leitete er die Literaturabteilung der Akademie der Künste (Berlin). Dort kam es 1960 zu einer öffentlichen Diskussion um seine politische Vergangenheit: Holthusen saß in der Jury für die Vergabe des Fontane-Preises, und die designierte Preisträgerin, die während der NS-Zeit emigrierte Lyrikerin Mascha Kaléko, lehnte es ab, eine Auszeichnung aus der Hand eines langjährigen SS-Mannes entgegenzunehmen. In der Folge erhielt Kaléko den Fontane-Preis nicht. In der Zeitschrift Merkur publizierte Holthusen 1966 einen Erinnerungsbericht mit dem Titel Freiwillig zur SS, worauf der von der SS gefolterte Jean Améry mit einem offenen Brief reagierte: „Sie gingen zur SS, freiwillig“, schreibt Améry an Holthusen. „Ich kam anderswohin, ganz unfreiwillig.“
In den Jahren 1968 bis 1974 war Holthusen Präsident der Bayerischen Akademie der Schönen Künste. Im akademischen Jahr 1981/1982 war er Fellow am neu gegründeten Wissenschaftskolleg zu Berlin. Aus der Berliner Akademie der Künste trat er 1983 aus, nachdem die Akademiemitglieder Günter Grass und Heinrich Böll sich seiner Meinung nach zu stark politisch engagiert hatten (etwa durch ihre Kritik am NATO-Doppelbeschluss).
Der Nachlass von Hans Egon Holthusen befindet sich in der Bibliothek der Universität Hildesheim. Seine Schwester Mechthild Raabe erstellte eine Bibliographie seiner Texte.

## Ehrungen und Mitgliedschaften
- 1954: Förderpreis des Kulturkreises der deutschen Wirtschaft im BDI e. V.[11]
- 1956: Kulturpreis der Stadt Kiel
- 1956: Mitglied der Akademie der Künste (West); Kulturpreis der Stadt Kiel
- 19??: Mitglied der Bayerischen Akademie der Schönen Künste
- 1973: Bayerischer Verdienstorden
- 1983: Jean-Paul-Preis[12] zur Würdigung des literarischen Gesamtwerks.
- 1984: Kunstpreis des Landes Schleswig-Holstein
- 1984: Bayerischer Maximiliansorden für Wissenschaft und Kunst
- 1987: Großes Bundesverdienstkreuz

## Werke

### Lyrik
- Klage um den Bruder. Gedichtzyklus. Hamburg 1947. (Erinnerung an den im Krieg gefallenen Bruder)
- Hier in der Zeit. Gedichte. München 1949.
- Labyrinthische Jahre. Neue Gedichte. München 1952.